# Mysidia augusta
Mysidia augusta är en insektsart som beskrevs av  1985. Mysidia augusta ingår i släktet Mysidia och familjen Derbidae. Inga underarter finns listade i Catalogue of Life.